# Jumanji: The Next Level
Jumanji: The Next Level ist ein US-amerikanischer Fantasy-Abenteuer-Film von Jake Kasdan, der am 13. Dezember 2019 in die US-amerikanischen und einen Tag zuvor in die deutschen Kinos kam. Er ist die Fortsetzung von Jumanji: Willkommen im Dschungel aus dem Jahr 2017.

## Handlung
Zwei Jahre sind seit dem letzten Abenteuer vergangen. Die Freunde von damals sind nach dem High-School-Abschluss in alle Winde verstreut, wollen sich nun aber in den Ferien endlich wiedersehen. Allen scheint es gut ergangen zu sein, nur Spencer ist zurück in seine alte Rolle als schüchterner, unauffälliger Nerd gefallen und hat auch die Beziehung mit Martha beendet, da er sich als ihrer nicht würdig ansieht. Spencer sehnt sich zurück in die Zeit, da er Dr. Smolder Bravestone, der Held und Anführer aus dem Spiel „Jumanji“, war. Aus diesem Grund hat er sich heimlich die alte, von der Gruppe selbst nach dem vorherigen Abenteuer zerstörte Spielkonsole zurück besorgt und notdürftig wieder zusammengeflickt. Am Vorabend des geplanten Treffens startet er allein die Konsole im Keller des Wohnhauses seiner Eltern.
Nachdem Spencer nicht zum vereinbarten Treffen seiner Freunde auftaucht und auch nicht auf Textnachrichten oder Anrufe reagiert, klingeln sie bei Spencers Eltern. Sein Opa Eddie lässt die drei herein. Eddie hat gerade Besuch von seinem Ex-Geschäftspartner Milo, der eine Aussprache wünscht. Bald entdecken Bethany, Martha und Fridge die eingeschaltete Konsole, daneben Spencers Jacke und Handy, und es wird klar, dass Spencer nach Jumanji zurückgekehrt ist. Die anderen Jugendlichen beschließen, ihm zu folgen, um ihn zu befreien. Durch die nur notdürftige Reparatur kommt es jedoch zu Komplikationen und auch die nichtsahnenden Senioren Eddie und Milo werden zu Avataren im Spiel, wohingegen Bethany im Keller allein vor der Konsole zurückbleibt. Niemand konnte seinen Charakter zu Spielbeginn wählen, und schnell müssen sie feststellen, dass die Rollen im Vergleich zum ersten Abenteuer vertauscht wurden: Opa Eddie steckt nun in Dr. Smolder Bravestones Avatar, Milo wurde zu Mouse Finbar und Fridge zu Prof. Shelly Oberon. Nur Martha wurde erneut zur Tanz-Kämpferin Ruby Roundhouse. Von Spencer ist zunächst nichts zu sehen, und es gibt keinen Hinweis, in welchem Avatar Spencer in das Spiel eingetreten ist.
Wie im ersten Teil treffen die Charaktere zunächst auf den NSC Nigel Billingsley, der ihnen ihre neue Mission erklärt und dabei betont, dass der Schwierigkeitsgrad gesteigert wurde: Nicht alle Spieler würden von dieser Mission zurückkehren.
Ihre neue Mission besteht darin, ein magisches Amulett, das „Falkenherz“, zurückzuerobern und den rechtmäßigen Besitzern zurückzugeben, das Jürgen der Brutale und seine Schergen gestohlen haben. Jumanji wäre sonst dem Untergang geweiht. Statt in einem Dschungel werden die Charaktere diesmal in einer Wüste ausgesetzt.
Durch den Charakterwechsel kommt es schnell zu diversen gefährlichen Situationen, die häufig durch das vorschnelle Handeln von Spencers Opa als Bravestone sowie Eddies und Milos Unerfahrenheit mit Videospielen im Allgemeinen zustande kommen, und die Charaktere verlieren ihre Spielleben schneller, als ihnen lieb ist. Zudem haben sich die Spezialfähigkeiten der Avatare leicht verändert. Nach einer Reihe von Abenteuern schaffen es die Spieler, zueinander zu finden und treffen auch auf Spencer. Er steckt im Avatar von Ming, einer gewieften Fassadenkletterin und Taschendiebin, der es schon beinahe gelungen wäre, das „Falkenherz“ an sich zu bringen, wenn Bravestone (Eddie) nicht im falschen Moment dazwischengefunkt hätte.
Bethany sucht indessen Hilfe bei dem einzigen Verbündeten in der realen Welt: Alex Vreeke, dem Jefferson „Seaplane“ McDonough aus dem ersten Teil. Er kann die Konsole erneut flicken, und beide treten ebenfalls in die Spielwelt von „Jumanji“ ein. Während Alex wieder zu Seaplane wird, steckt Bethany nun im Avatar eines Pferdes. Sie treffen gerade rechtzeitig ein, um die anderen fünf aus einer schier ausweglosen Situation zu retten, bei der sie von einer riesigen Horde Mandrills gejagt werden.
Schließlich gelingt es der Gruppe, ihre Rollen im Spiel zu tauschen, sodass Spencer wieder zu Bravestone wird, Fridge zu Finbar und Bethany zu Oberon, wogegen Eddie und Milo die neuen Avatare von Ming und dem Pferd übernehmen. So gestärkt wird die letzte Herausforderung, der Sturm auf die Festung von Jürgen dem Brutalen, in Angriff genommen und die Mission erfolgreich gemeistert.
Wieder kommt es zum Treffen mit Nigel Billingsley, um „Jumanji“ zu beenden und wieder in die Realität zurückzukehren. Nur Eddies Freund Milo, im wahren Leben unheilbar an Krebs erkrankt, verbleibt auf eigenen Wunsch hin als Pferd im Spiel, womit auch die Prophezeiung, dass nicht alle zurückkehren würden, erfüllt ist.
Der Film endet offen mit einem Teaser zu einer möglichen weiteren Fortsetzung: Der Heizungsmonteur, der bei Spencers Mutter die Heizung reparieren soll, findet die Spielekonsole im Keller. Als die vier Freunde in ihrer Heimat das Café Nora’s verlassen, rennt eine Straußenherde (der sie bereits in Jumanji begegnet sind) über die Straße.

## Rezeption

### Kritik
Der Filmdienst bezeichnet den Film als „rasante[s] Achterbahn-Kino“, das „erneut mit Körperbildern und Gender-Klischees“ spiele, dabei aber im Vergleich zum Vorgänger „weniger überraschend und innovativ, sondern eher kühl kalkuliert“ wirke. Filmstarts wiederum schreibt, der Film sei „so unterhaltsam, dass der ohnehin schon launige Vorgänger sogar noch einmal übertroffen“ werde.

„Tatsächlich gelingt es, den Witz und den Esprit des Originals auch in das Sequel zu retten. Wie schon beim Vorgänger hat Ko-Autor und Regisseur Jake Kasdan ein Abenteuer gestaltet, das nicht nur mit großen Actionsequenzen und knackigen Effekten aufwarten kann, sondern auch über reichlich Slapstick und amüsante Dialoge verfügt, während um die Figuren herum das reinste Chaos ausbricht. Sehr viel Humor ergibt sich auch aus der neuen Figurenkonstellation, die im Verlauf des Films immer wieder für weitere Überraschungen gut ist.“

### Einspielergebnis
Dem Budget von rund 125 Millionen US-Dollar stehen weltweite Einnahmen von 800,06 Millionen US-Dollar gegenüber, von denen der Film allein 320,31 Millionen im nordamerikanische Raum einspielen konnte. Damit befindet er sich auf Platz 10 der finanziell erfolgreichsten Filme des Jahres 2019 und auf Platz 107 (Stand: 19. April 2025) der finanziell erfolgreichsten Filme aller Zeiten. In Deutschland verzeichnete der Film insgesamt 2.565.460 Kinobesucher, durch die er 23,88 Millionen Euro erwirtschaften konnte und sich auf Platz 7 der Jahres-Charts 2019 befindet.

### Auszeichnungen
Nickelodeon Kids’ Choice Awards 2020
- Auszeichnung als Bester Schauspieler (Dwayne Johnson, gemeinsam mit Fast & Furious: Hobbs & Shaw)[10]
- Nominierung als Bester Film
- Nominierung als Bester Schauspieler (Kevin Hart)[11]

Saturn-Award-Verleihung 2021
- Nominierung als Bester Fantasyfilm

## Besetzung und Synchronisation
Die deutsche Synchronisation wurde, wie schon beim Vorgänger, von Berliner Synchron übernommen.
Elisabeth von Molo schrieb das Dialogbuch und führte Dialogregie.
| Rolle                             | Darsteller       | Synchronsprecher          |
| --------------------------------- | ---------------- | ------------------------- |
| Dr. Smolder Bravestone            | Dwayne Johnson   | Ingo Albrecht             |
| Professor Sheldon „Shelly“ Oberon | Jack Black       | Tobias Meister            |
| Franklin „Mouse“ Finbar           | Kevin Hart       | Leonhard Mahlich          |
| Ruby Roundhouse                   | Karen Gillan     | Rubina Nath               |
| Jefferson „Seaplane“ McDonough    | Nick Jonas       | Armin Schlagwein          |
| Ming                              | Awkwafina        | Maria Hönig               |
| Anthony „Fridge“ Johnson          | Ser’Darius Blain | Sebastian Kluckert        |
| Bethany Walker                    | Madison Iseman   | Victoria Frenz            |
| Spencer                           | Alex Wolff       | Patrick Baehr             |
| Martha Kaply                      | Morgan Turner    | Kristina Tietz            |
| Eddie                             | Danny DeVito     | Uli Krohm                 |
| Milo Walker                       | Danny Glover     | Jürgen Kluckert           |
| Jürgen, der Brutale               | Rory McCann      | Thomas Albus              |
| Cavendish                         | John Ross Bowie  | Gerald Schaale            |
| Gromm                             | Deobia Oparei    | Bernd Egger               |
| Heizungsmonteur                   | Lamorne Morris   | Constantin von Jascheroff |
| Nigel Billingsley                 | Rhys Darby       | Bernhard Völger           |
| Alex Vreeke                       | Colin Hanks      | Armin Schlagwein          |
| Nora Sheperd                      | Bebe Neuwirth    | Sabine Falkenberg         |
| Spencers Mutter                   | Marin Hinkle     | Silvia Mißbach            |

## Trivia
- Die Figur der Nora Sheperd existierte bereits in Jumanji ebenfalls gespielt von Bebe Neuwirth. Dort war sie die Tante von Judy und Peter, die das ehemalige Haus der Parrishs bezogen und Jumanji „spielten“.